# محمد شریف (بازیکن فوتبال)
محمد شریف (عربی: محمد شريف محمد رجائي بكر؛ زادهٔ ۴ فوریهٔ ۱۹۹۶) بازیکن فوتبال اهل مصر بود.
وی همچنین در تیم ملی فوتبال مصر بازی کرده‌است.